# Dystrykt Kitgum
Dystrykt Kitgum – dystrykt w północnej Ugandzie, którego siedzibą administracyjną jest miasto Kitgum. W 2014 roku liczy 204 tys. mieszkańców.
Dystrykt Kitgum graniczy z Sudanem Południowym od północy, oraz z następującymi dystryktami: na wschodzie z Kaabong, na południowym wschodzie z Kotido, na południu z Agago, na południowym zachodzie z Pader i na północnym zachodzie z Lamwo.
W 2010 roku z dystryktu Kitgum, wydzielony został dystrykt Lamwo.